# Erasmus für Jungunternehmer
Erasmus für Jungunternehmer (engl. Erasmus for Young Entrepreneurs) ist ein europaweites Mobilitätsprogramm, das von der Europäischen Union im Jahre 2009 ins Leben gerufen wurde.
Dieses Programm soll neuen Unternehmern helfen, relevante Fähigkeiten zu erwerben, um ein eigenes Unternehmen führen und expandieren zu können.
Neue Unternehmer (Jungunternehmer) haben die Möglichkeit, während einer ein- bis sechsmonatigen Zusammenarbeit mit einem erfahrenen Unternehmer aus einem anderen teilnehmenden Staat Wissen und Geschäftsideen auszutauschen und zu erwerben.
„Erasmus für Jungunternehmer“ wird durch die Europäische Kommission finanziert und das Projekt existiert in 27 EU-Ländern und neun Nicht-EU-Ländern mit der Hilfe von mehr als 170 Zwischenorganisationen, die durch ein Unterstützungsbüro (engl. Support Office, im Moment von Eurochambres) koordiniert werden.
Bis Februar 2017 hatten schon mehr als 4500 Austausche mit mehr als 9000 Unternehmern stattgefunden oder waren noch aktiv. 94 % der Beziehungen waren erfolgreich.

## Ziele des Programms
„Erasmus für Jungunternehmer“ versucht, einen Unternehmergeist und einen grenzübergreifenden Handel in Europa zu fördern, indem Wissen, Erfahrung und Networking zwischen erfahrenen Unternehmern und angehenden Unternehmern, die darauf abzielen, ein eigenes Unternehmen zu gründen oder vor kurzem gegründet haben, ausgetauscht wird. Das Programm versucht, auch Unternehmen in die richtige Richtung zu führen, Markt- und Geschäftsschranken zu überwinden, so dass sie aus dem EU-Binnenmarkt das Beste machen können. Erasmus für Jungunternehmer, kurz zusammengefasst:
- gibt den Jungunternehmern die Möglichkeit von einem erfahrenen Unternehmer zu lernen, der schon ein kleines oder mittleres Unternehmen (KMU) in einem anderen Land führt
- ermöglicht den Austausch zwischen neuen und erfahrenen Unternehmern
- erleichtert den Zugang zu Märkten und die Suche nach potenziellen Geschäftspartnern
- verbessert die Vernetzung zwischen Unternehmern und KMUs
- erlaubt erfahrenen Unternehmern neue kommerzielle Beziehungen zu entwickeln und mehr über Möglichkeiten in einem anderen EU-Land herauszufinden.

## Geschichte und Entwicklung
Seit 2007 führte das Europäische Parlament eine neue Budgetlinie mit dem Namen „Erasmus für Jungunternehmer“. Die Europäische Kommission begann dann, das Pilot-Projekt zu entwickeln mit dem Ziel, Auslandsaufenthalte für angehende Unternehmer zu unterstützen, ihre Fertigkeiten zu verbessern und den grenzübergreifenden Transfer an Wissen und Erfahrung zwischen Unternehmern zu fördern.
„Erasmus für Jungunternehmer“ gehört zum „Small Business Act für Europa“, welches diese Initiative als einen wichtigen Beitrag sieht, ein Umfeld zu entwickeln, in dem Unternehmer und Familienunternehmen Erfolg haben können, und wo Unternehmergeist belohnt wird.
Es gehört zum Programm für Wettbewerbsfähigkeit von Unternehmen und KMUs (COSME) 2014–2020.
„Erasmus für Jungunternehmer“ ist in einer gewissen Weise sehr ähnlich zu anderen Erasmus Programmen für Studenten, da es sich um Auslandsaufenthalte für eine ganz bestimmte Zielgruppe handelt.
Dennoch ist es auch anders: Während das existierende Erasmus-Programm für Studenten in der Hochschulausbildung eine Student-zu-Universität-Beziehung stärken will, zielt „Erasmus für Jungunternehmer“ mehr darauf ab, geschäftliche Vernetzungen aufzubauen.

## Dauer
Die Dauer des Aufenthalts bei einem Gastunternehmer beträgt in der Regel einen bis sechs Monate. Es besteht die Möglichkeit, den Aufenthalt in einzelne Zeitfenster von mindestens einer Woche Dauer zu unterteilen. Dabei darf ein Gesamtrahmen von zwölf Monaten jedoch nicht überschritten werden.

## Teilnehmerstaaten
Am Austauschprogramm für Jungunternehmer nehmen alle 27 Mitgliedstaaten der Europäischen Union, Albanien, Armenien, Bosnien und Herzegowina, Island, Mazedonien, Moldawien, Montenegro, Serbien, Türkei und die Ukraine teil.
Auch die EU-Regionen in äußerster Randlage Französisch-Martinique, Guadeloupe, Französisch-Guayana und Réunion, die Französisch Übersee-Gemeinden Saint-Martin, die zwei portugiesischen autonomen Regionen Madeira und die Azoren und die Kanarischen Inseln sind von diesem Programm umfasst.

## Gastunternehmer
Gastunternehmer (engl.: Host Entrepreneur – HE) können am Programm teilnehmen, wenn sie:
- den Wohnsitz bzw. Unternehmenssitz[8] in einem Unionsmitgliedsstaat oder einem der sonstigen teilnehmenden Länder haben;
- es sich um ein kleines oder mittleres Unternehmen (KMU)[9] handelt (auch Freiberufler und wirtschaftlich tätige Vereine);
- ausreichend langjährige Erfahrung in der Leitung eines Unternehmens vorhanden ist;
- die Bereitschaft besteht, die Kenntnisse und Erfahrung mit einem Jungunternehmer zu teilen und als Mentor zu fungieren.

Es kann grundsätzlich jeder beliebige Wirtschaftszweig der Privatwirtschaft an diesem Programm teilnehmen.

### Pflichten des Gastunternehmers
Der Gastunternehmer muss bereit sein, seine Erfahrungen und Kenntnisse sowie Fertigkeiten auszutauschen und den Jungunternehmer daran ausreichend teilhaben zu lassen. Insbesondere soll der Gastunternehmer den Jungunternehmer in seinen geplanten unternehmerischen Ambitionen fördern.
Der Gastunternehmer muss dazu eine „Qualitätsverpflichtungserklärung“ unterzeichnen, in der auch die Zielsetzungen des Aufenthalts des Jungunternehmers aufgenommen sind, und es muss ein grober Aktivitätsplan festgelegt werden. Nach Abschluss des Austauschprogramms muss der Gastunternehmer ein Bewertungsformular ausfüllen.

## Jungunternehmer
Jungunternehmer (engl.: New Entrepreneur – NE):
- die den Wohnsitz in einem der teilnehmenden Staaten haben,
- die sich in der Startphase der Gründung ihres Unternehmens befinden,
- über einen soliden schulischen und beruflichen Hintergrund verfügen,
- eine zukunftsfähige Geschäftsidee und einen Geschäftsplan haben

können an diesem Programm teilnehmen. Unter Startphase wird sowohl der Jungunternehmer verstanden, welcher maximal vor drei Jahren ein Unternehmen gegründet hat als auch derjenige, der zur zukünftigen Unternehmensgründung fest entschlossen ist.
Die Jungunternehmer müssen bereit und daran interessiert sein vom Gastunternehmer zu lernen und auch einen Beitrag zur Entwicklung dessen Unternehmens zu leisten, indem sie ihre eigenen unternehmerischen Fähigkeiten zur Verfügung stellen. Sie sollen auch zukünftig als „Botschafter“ für das Austausch-Programm fungieren und damit zum weiteren Aufbau eines Netzwerks von Jungunternehmern beitragen. Es gibt keine Altersbeschränkung.

## Lokale Vermittlungsstellen
Die lokalen Vermittlungsstellen (engl.: Intermediary Organisations – IOs, auch Kontaktstellen genannt) koordinieren die Abläufe und Anforderungen zwischen Gastunternehmen und Jungunternehmer vor Ort, insbesondere
- bei der Ausgestaltung der Arbeitsbeziehungen,
- der Bereitstellung von Unterstützung,
- der  Gewährleistung der Qualität und
- der Bewertung der Ergebnisse,
- Auszahlung der finanziellen Unterstützungen.

## Unterstützungsbüro „Erasmus für Jungunternehmer“
Das Unterstützungsbüro „Erasmus für Jungunternehmer“ (engl.: Erasmus for Young Entrepreneurs Support Office – SO) arbeitet eng mit der Europäischen Kommission und den lokalen Vermittlungsstellen zusammen. Erasmus für Jungunternehmer wird von der Europäischen Kommission finanziert (die Reise- und Aufenthaltskosten). Die Kommission trägt auch die politische und finanzielle Gesamtverantwortung.

## Stipendium
Der Jungunternehmer erhält je nach Zielland ein Stipendium, welches bis zu EURO 1.100,- pro Monat betragen kann. Der Jungunternehmer sollte jedoch auch in der Lage und bereit sein, zusätzliche Mittel aufzubringen, falls die Kosten des Aufenthalts über das Stipendium hinausreichen. Die jeweilige Höhe der finanziellen Unterstützung werden in einer Vereinbarung zwischen dem Jungunternehmer und der Vermittlungsstelle geregelt.
Alle Angaben in EURO. Daten entnommen aus dem Benutzerleitfaden, S. 14 f. Diese Angaben sind die möglichen Höchstbeträge pro Monat.
| Aufenthaltsland        | maximaler Betrag/Monat |
| ---------------------- | ---------------------- |
| Albanien               | 530                    |
| Österreich             | 900                    |
| Belgien                | 830                    |
| Bulgarien              | 560                    |
| Tschechische Republik  | 610                    |
| Kroatien               | 720                    |
| Zypern                 | 780                    |
| Dänemark               | 1100                   |
| Deutschland            | 830                    |
| Estland                | 670                    |
| Frankreich             | 900                    |
| Finnland               | 950                    |
| Mazedonien             | 560                    |
| Griechenland           | 780                    |
| Island                 | 900                    |
| Irland                 | 1000                   |
| Israel                 | 950                    |
| Italien                | 900                    |
| Lettland               | 610                    |
| Litauen                | 560                    |
| Liechtenstein          | 1100                   |
| Luxemburg              | 830                    |
| Ungarn                 | 670                    |
| Malta                  | 720                    |
| Montenegro             | 560                    |
| Niederlande            | 830                    |
| Norwegen               | 1100                   |
| Polen                  | 610                    |
| Portugal               | 780                    |
| Rumänien               | 560                    |
| Serbien                | 560                    |
| Slowenien              | 720                    |
| Slowakei               | 610                    |
| Spanien                | 830                    |
| Schweden               | 950                    |
| Türkei                 | 750                    |
| Vereinigtes Königreich | 1000                   |

## Mögliche Vorteile
Das Programm soll sowohl dem Gastunternehmer als auch dem Jungunternehmer Vorteile bringen. Durch die Zusammenarbeit sollen beide Seiten neue innovative Ideen, Fähigkeiten und Kenntnisse kennenlernen, die den Erfolg des eigenen Unternehmens verstärken können. Die Funktion des Gastunternehmers als Mentor soll daher nicht einseitig auf Vermittlung von Wissen und Fertigkeiten gerichtet sein. Ein gegenseitiges Lernen und Kennenlernen steht im Vordergrund.
Durch den Jungunternehmer kann der Gastunternehmer unter Umständen auch neue Märkte kennenlernen und dadurch die eigene Geschäftsmöglichkeiten verbessern und grenzüberschreitend tätig werden sowie ein Netzwerk und eine solide Geschäftsbeziehungen aufbauen.
Der Jungunternehmer erhält vor der Unternehmensgründung oder kurz danach die Möglichkeit, die Chancen und Risiken des von ihm gewünschten Geschäftsfeldes zu erkunden und die Erfahrung des Gastunternehmers in allen Bereichen der Geschäftstätigkeit zu nutzen. Ebenso kann er seine Sprachkenntnisse vertiefen und unter Umständen einen Geschäftspartner für die Zukunft gewinnen.